# Patrimoni dell'umanità del Togo
I patrimoni dell'umanità del Togo sono i siti dichiarati dall'UNESCO come patrimonio dell'umanità in Togo, che è divenuto parte contraente della Convenzione sul patrimonio dell'umanità il 15 aprile 1998.
Al 2022 un solo sito è iscritto nella Lista dei patrimoni dell'umanità: Koutammouko, la terra dei Batammariba, scelta nel 2004 in occasione della ventottesima sessione del comitato del patrimonio mondiale. Quattro sono invece le candidature per nuove iscrizioni.

## Siti del Patrimonio mondiale
| Foto | Sito                                  | Luogo                                    | Tipo                    | Anno        | Descrizione |
| ---- | ------------------------------------- | ---------------------------------------- | ----------------------- | ----------- | --- |
|      | Koutammouko, la terra dei Batammariba | Regione di Kara (condiviso con il Benin) | Culturale (1140; v, vi) | 2004(-2023) | Il paesaggio di Koutammakou nel nord-est del Togo, che si estende nel vicino Benin, ospita i Batammariba le cui straordinarie case-torri di fango (takienta) sono diventate un simbolo del Togo. In questo paesaggio, la natura è fortemente associata ai rituali e alle credenze della società. Il paesaggio culturale di 50 000 ettari è notevole per l'architettura delle sue case-torri che riflettono la struttura sociale, i suoi terreni agricoli e forestali e le associazioni tra persone e paesaggio. Molti degli edifici sono a due piani e quelli con granai hanno una forma quasi sferica sopra una base cilindrica. Alcuni degli edifici hanno tetti piani, altri hanno tetti di paglia conici. Sono raggruppati in villaggi, che comprendono anche spazi cerimoniali, sorgenti, rocce e luoghi riservati alle cerimonie di iniziazione. |

## Siti candidati
| Foto | Sito                                                        | Luogo                             | Tipo                      | Anno       | Descrizione |
| ---- | ----------------------------------------------------------- | --------------------------------- | ------------------------- | ---------- | --- |
|      | Agglomerato Aného-Glidji                                    | Comune di Lacs 1                  | Culturale (6601; iii, iv) | 16/12/2021 | Città storica, Aného è un agglomerato circondato da acque continentali e oceaniche, in particolare l'Oceano Atlantico a sud, il Lago Togo a nord e Mono a est. Questa configurazione lo rende un luogo pittoresco che non lascia nessuno indifferente alla bellezza offerta dalla natura. Al di là degli aspetti naturali, per il suo passato storico, l'agglomerato di Aného-Glidji abbonda di un certo numero di siti turistici, vale a dire gli edifici coloniali, nonché altri beni in connessione con le pratiche culturali dei popoli che lo abitano. |
|      | Granai in serie delle grotte di Nok, Mamprug, Kouba e Bagou | Comune di Tandjouaré 2            | Culturale (6602; iv, vi)  | 16/12/2021 | Le grotte di Nok, Mamproug, Kouba e Bagou testimoniano l'uso remoto di habitat trogloditi sviluppati nella regione durante le prime migrazioni Moba-Gurma e Mamproussi. Queste grotte, situate in una formazione rocciosa comunemente chiamata arenaria di Boumbouaka, contengono granai scolpiti nello stesso stile architettonico tradizionale con materiali locali (pietre, argilla e paglia). Di forma cilindrica, oblunga o semisferica, si aprono verso l'alto, la loro altezza è solitamente di due metri e mezzo, il loro diametro è di tre metri. Le popolazioni vi costruirono questi granai dove immagazzinare cibo in modo da affinare la propria strategia di difesa e resistere allo stato d'assedio.                                                                    |
|      | Siti dell'antica metallurgia del ferro di Bassar            | Prefettura di Bassar              | Culturale (6603; iv, vi)  | 16/12/2021 | I siti dell'antica metallurgia del ferro di Bassar sono costituiti da un insieme di elementi che comprende diversi altiforni ancora esistenti, basi di forni, cumuli di scorie, miniere, fosse per la frantumazione del minerale di ferro, fucine e tracce che testimoniano un lungo periodo di lavorazione del ferro dal V secolo a.C. alla metà del XX secolo d.C. Questa completa tecnologia produttiva ha coperto l'intera filiera operativa (dalla miniera alla fase di trasformazione vera e propria, passando per la riduzione e depurazione del minerale) ed è stata opera di professionisti nel campo della fusione, riduzione e forgiatura del ferro di una quindicina di villaggi tra cui Tabale, Bandjéli, Nangbani, Biakpabé, Binaparba, Kabou, Bitchabé, Nachamba, ecc.. |
|      | Parco nazionale Fazao-Malfakassa                            | Regione Centrale, Regione di Kara | Naturale (6604; x)        | 16/12/2021 | Il Parco nazionale Fazao-Malfakassa (PNFM) è caratterizzato da un'elevata diversità di habitat naturali e specie di fauna e flora. Il Parco ospita infatti una fauna di mammiferi di grandi e medie dimensioni tra cui elefanti (di foresta e savana), bufali (di savana e foresta), antilopi, alcelafi. |